# Облігація з глибоким дисконтом
Облігації з глибоким дисконтом — облігація, що передбачає купонні виплати, проте ставка купона встановлюється значно нижче за ринкові процентні ставки. Тому ці облігації також продаються за ціною, значно нижче за номінал. Фактично це проміжна форма між дисконтними і купонними облігаціями.